# 琉球電力公社
琉球電力公社（りゅうきゅうでんりょくこうしゃ、Ryukyu Electric Power Corporation）は、アメリカ合衆国統治下の沖縄で米国民政府令に基づいて設立された発送電事業（一部配電事業を含む）を行った公社。事業は沖縄電力に承継された。

## 概要

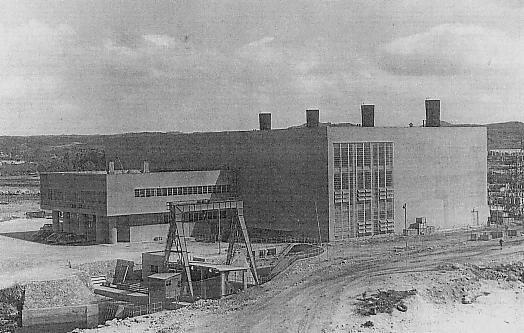
1950年代の牧港火力発電所

第二次世界大戦後の沖縄では、米軍から払い下げられた小型発電機や米国の援助資金で購入した発電機で小規模な発電を行う多数の準電気事業者（準電）が分立していた。
1948年（昭和23年）頃から米軍は沖縄全島電化計画を打ち出し、浦添村（現、浦添市）牧港に牧港火力発電所を建設し送電系統も整備することになった。
1952年（昭和27年）、立法機関の立法院で電気事業法が制定されたが、既存の配電会社を追認する形をとったため、発送電部門と配電部門は分離された。そして1954年（昭和29年）2月26日、米国民政府令第129号に基づき発送電部門を担当する「琉球電力公社」が設立され、配電業務は既存の民営の配電会社が行うことになった。
1972年（昭和47年）5月15日の日本復帰に伴い解散。沖縄振興開発特別措置法に基づき、琉球電力公社の全発送電部門と一部の配電部門は特殊法人の沖縄電力（後に民営化）に引き継がれた。

## 沿革

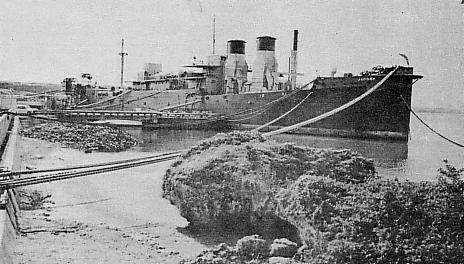
ジャコナ号

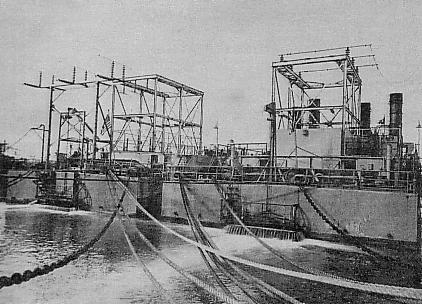
インダクタンス号とインピーダンス号

- 1952年9月 立法院で電気事業法（1952年立法第39条）が制定される。
- 1953年4月 牧港火力発電所運転開始。
- 1954年2月 琉球電力公社設立。
- 1954年10月 牧港火力発電所の所有権を琉球電力公社が取得（米軍に管理を委託）。
- 1955年6月 発電船ジャコナ号を連結し、運転開始。
- 1956年5月 発電船インピーダンス号を連結し、運転開始。
- 1958年7月 米軍との間に電力施設の管理・運営・維持に関する契約を締結。
- 1960年8月 立法院で農山漁村電気導入促進法（1960年立法第92号）が制定される。
- 1963年2月 発電船インピーダンス号のドック入りにより、節電のための灯火管制実施。
- 1965年6月 金武火力発電所運転開始。
- 1965年7月 米軍より全島電力系統の運営を引き継ぐ。
- 1967年11月 沖縄本島北部電化実施計画を発表（1970年に工事完了）。
- 1968年1月 発電船インダクタンス号を連結し、運転開始。
- 1969年6月 北谷火力発電所運転開始。
- 1970年7月 発電船ジャコナ号廃止。
- 1971年5月 発電船インダクタンス号廃止。
- 1972年5月 本土復帰に伴い解散。

## 組織

### 性格
琉球電力公社定款第1条により公社は「米国民政府一機関」として設立された。定款により理事等の役員は琉球列島首席民政官によって任命され、また首席民政官（またはその正式後任者）の指示及び自由裁量により免職できるとされていた。

### 理事
首席民政官により5人の理事が任命され、そのうち1人が総裁兼理事長とされた。1964年以降は総裁職は琉球側に移された。
| 年代 | 理事長（アメリカ側）                         | 理事（アメリカ側）                                  | 理事（琉球側）            | 理事（琉球側）                | 理事（琉球金融機関）          |
| ---- | -------------------------------------------- | --------------------------------------------------- | ------------------------- | ----------------------------- | ----------------------------- |
| 1955 | L.A.Westenberger USCAR公益事業部長           | S.T.Baron USCAR経済財政部長                         | 神村孝太郎 琉球政府副主席 | 宮里勝 琉球政府内政局長       | 富原守保 琉球銀行総裁         |
| 1956 | 〃                                           | 〃                                                  | 〃                        | 〃                            | 〃                            |
| 1957 | Roderick M.Gillies USCAR副民政官             | E.R.Moss USCAR公益施設課長                          | 〃                        | 〃                            | 〃                            |
| 1958 | 〃                                           | Samuel C.Oglesby USCAR経済開発部長代行              | 〃                        | 〃                            | 〃                            |
| 1959 | 〃                                           | 〃                                                  | 〃                        | 〃                            | 〃                            |
| 1960 | 〃                                           | 〃                                                  | 瀬長浩 琉球政府副主席     | 新里善福 琉球政府工務局長     | 宝村信雄 琉球開発金融公社総裁 |
| 1961 | Edward K.Shultz USCAR副民政官                | 〃                                                  | 〃                        | 〃                            | 〃                            |
| 1962 | 〃                                           | 〃                                                  | 〃                        | 〃                            | 〃                            |
| 1963 | 〃                                           | 〃                                                  | 〃                        | 志村恵 琉球政府工務局長       | 〃                            |
| 1964 | Williame J.Andrewe USCAR副民政官付特別補佐官 | Walter F.Pinckert USARYISエンジニアグループ発電部長 | 金城清輝 琉球電力公社総裁 | 久手堅憲次 琉球政府経済局長   | 〃                            |
| 1965 | Peter J..Accorti USCAR公益事業局長           | 〃                                                  | 〃                        | 〃                            | 〃                            |
| 1966 | Harrington W.Cocran USCAR公益事業局長        | Katsuyoshi Kadoda FBポストエンジニア施設課長        | 屋田甚助 琉球電力公社総裁 | 〃                            | 〃                            |
| 1967 | 〃                                           | 〃                                                  | 〃                        | 〃                            | 〃                            |
| 1968 | 〃                                           | 〃                                                  | 〃                        | 〃                            | 照屋照男 琉球開発金融公社総裁 |
| 1969 | 〃                                           | 〃 USARYISファシリティエンジニア施設課長            | 〃                        | 砂川恵勝 琉球政府通商産業局長 | 〃                            |
| 1970 | Harrｙ W. Lombard USCAR公益事業局長          | 〃                                                  | 〃                        | 〃                            | 〃                            |
| 1971 | 〃                                           | 〃                                                  | 〃                        | 喜久川宏 琉球政府通商産業局長 | 〃                            |

## 本土復帰前の沖縄の電力供給
本土復帰前の沖縄では、発送電と配電の分離、配電会社の地域独占、複数の配電会社の認可などの特徴がみられた。

### 電気事業法
1952年（昭和27年）9月29日、立法第39号として電気事業法が制定された。先述のように立法院で制定された電気事業法は、日本本土で制度化された発送配電一貫経営とは異なり、既存の配電会社を追認する形をとったため本土復帰前の沖縄では発送電部門と配電部門が分離されていた。1953年（昭和28年）2月2日には電気委員会規則が制定された。

### 沖縄本島
沖縄本島では、1953年（昭和28年）に沖縄配電、松岡配電、中央配電、1955年（昭和30年）に比謝川配電と与那原配電（のちの東部配電）、1957年（昭和32年）に名護配電が設立され6配電会社体制がとられた。
- 沖縄配電
渡嘉敷真睦（元沖縄群島政府工務部長）と國場幸太郎（國場組社長）によって1953年に設立された。当初は那覇地域を供給区域とし、その後糸満地域に範囲を広げ、1965年には東部配電を吸収合併した。1976年に沖縄電力と合併。
- 松岡配電
松岡政保（松岡建設社長、後の行政主席）によって1954年に設立された。浦添・宜野湾地区を供給区域とし、後に北谷・中城地区にも範囲を広げた。1976年に沖縄電力と合併。
- 中央配電
沖縄本島中部地域を供給区域とする配電会社で、城間盛善（元琉球政府行政主席情報局長）と安田善次（安田商事代表）が中心となって1953年に設立された。翌年から供給を開始した。1976年に沖縄電力と合併。
- 東部配電
与那原地区を供給区域とする配電会社で、嶺井元奉によって1955年に設立された。当初は「与那原配電」という名称であった。その後周辺地域に供給区域を広げていき、1957年に「東部配電」となった。しかし、同社の供給地域は過疎地帯であるため、経営的に厳しくなり、1965年に沖縄配電に吸収合併された。
- 比謝川配電
嘉手納・読谷地域を供給区域とする配電会社で、当山真志（立法院議員）によって1955年に設立された。嘉手納基地等米軍施設が隣接しているため、米軍関係需要が7割を占めていた。1976年に沖縄電力と合併。
- 名護配電
元々名護町営の電気事業であったが、1957年に民営化された。発起人である岸本永幸（名護町議会議長）が社長に就任した。その後周辺地域にも供給地域を拡大していった。1976年に沖縄電力と合併。

（役職名・市町村名は当時のもの）

### 沖縄本島以外
沖縄本島以外では、八重山電力、宮古電力、久米島電力、伊江村営、伊是名村営などの電力会社が設立された。

#### 離島の電力会社
- 久米島電力
琉球政府の農漁村電化事業のモデルケースとして計画され、1956年に設立された。発起人である柴岡周智が社長に就任した。発電所は琉球電力公社が建設し、久米島電力に貸与した。1971年に琉球電力公社に移管された。
- 宮古電力
元々平良市営の電気事業であったが、市営という性格上、供給地域は平良市内に限られた。そのため、宮古地区の他の町村民から民営化が叫ばれるようになり、1959年に「宮古電力」となった。1971年に琉球電力公社に移管された。
- 八重山電力
1959年に設立された電力会社で、従来の石垣市と石垣電灯の電気事業を引き継いだ。1972年に琉球電力公社に移管された。

（役職名・市町村名は当時のもの）

#### その他の小規模電気事業者
- 宜野座村
- 久志村（現在の名護市）
- 伊江村（伊江島）
- 伊是名村農業協同組合（伊是名島）
- 伊平屋村（伊平屋島、野甫島）
- 渡嘉敷村（渡嘉敷島）
- 座間味村（座間味島、阿嘉島、慶留間島）
- 与那城村（平安座島、宮城島、伊計島）
- 与那国町（与那国島）
- 勝連村（浜比嘉島）
- 粟国村（粟国島）
- 渡名喜村（渡名喜島）
- 竹富町（西表島、竹富島、波照間島、黒島、小浜島）
- 知念村（久高島）
- 北大東村農業協同組合（北大東島）
- 南大東村（南大東島）
- 多良間村（多良間島）
- 池間漁業協同組合（池間島）
- 今帰仁村（古宇利島）

（役職名・市町村名は当時のもの）